# Європейський кіноприз 2018
31-ша щорічна церемонія вручення премії «Європейський кіноприз» за досягнення в європейському кінематографі відбулася 15 грудня 2018 року в Teatro de la Maestranza в Севільї (Андалусія, Іспанія).

## Перебіг церемонії
22 серпня 2018 року Європейська кіноакадемія оприлюднила довгий список (лонг-лист), до якого увійшло 49 фільмів з 35 європейських країн, рекомендованих до номінації на приз Європейської кіноакадемії 2018 року. До списку потрапили також два українські фільми: «Донбас» Сергія Лозниці та «Гірська жінка: на війні» Бенедикта Ерлінґссона, знятий у копродукції з Ісландією і Францією.
10 листопада 2018 на Фестивалі європейського кіно в Севільї (Іспанія) з довгого списку були обрані фільми-номінанти на премію 2018 року.
15 листопада 2018 року члени журі Європейської кіноакадемії назвали перших 8 лауреатів премії в номінаціях «Найкращий оператор», «Найкращий художник-постановник», «Найкращий режисер монтажу», «Найкращий композитор», «Найкращий дизайн костюмів», «Найкращий грим», «Найкращий звук» і «Найкращі спецефекти».
10 грудня 2018 року Європейська кіноакадемія і Гамбурзький кінофестиваль назвали переможця European University Film Award-2018. Ним стала італійська драма «Щасливий Ладзаро» Аліче Рорвахер.

## Відбір
— відмічені фільми, які стали номінантами
1. Ага / Áга 
 Болгарія,  Німеччина,  Франція, реж. Мілко Лазаров
2. Айка / Айка 
  Росія,  Німеччина,  Польща,  Казахстан, реж. Сергій Дворцевой
3. Аритмія / Аритмия 
  Росія,  Фінляндія,  Німеччина, реж. Борис Хлебніков
4. Борг проти Макінроя / Borg vs McEnroe 
  Швеція,  Данія,  Фінляндія,  Чехія, реж. Янус Мец
5. Винний / Den skyldige 
  Данія, реж. Густав Меллер
6. Війна Ганни / Война Анны 
 Росія, реж. Олексій Федорченко
7. Вілла / La Villa 
  Франція, реж. Робер Гедігян
8. Гігант / Handia 
  Іспанія, реж. Айтор Еррегі, Гон Гараньо
9. Гірська жінка: на війні / Kona fer í stríð 
  Ісландія,  Франція,  Велика Британія,  Україна, 
реж. Бенедикт Ерлінґссон
10. Гранатовий сад / Pomegranate Orchard 
  Азербайджан, реж. Ільгар Наджаф
11. Дика груша / Ahlat Agaci 
  Туреччина,  Німеччина,  Франція,  Болгарія,  Північна Македонія,  Боснія і Герцеговина,  Швеція,  Катар, реж. Нурі Більге Джейлан
12. Діамантіно / Diamantino 
  Португалія,  Франція,  Бразилія, реж. Габрієль Абрантес, Данієль Шмідт
13.  Дівчина / Girl 
  Бельгія,  Нідерланди, реж. Лукас Донт
14. Дім, який побудував Джек / The House That Jack Built 
  Данія,  Швеція,  Франція,  Німеччина, реж. Ларс фон Трієр
15. Довлатов / Dovlatov 
  Росія,  Польща,  Сербія, реж. Олексій Герман-молодший
16. Донбас 
  Німеччина,  Франція,  Румунія,  Нідерланди,  Україна, 
реж. Сергій Лозниця
17. Жаль / Pity 
  Греція,  Польща, реж. Бабіс Макрідіс
18. Звір / Beast 
  Велика Британія, реж. Майкл Пірс
19. Капітан / Der Hauptmann 
  Німеччина,  Франція,  Польща, реж. Роберт Швентдке
20. Кармен і Лола / Carmen y Lola 
  Іспанія, реж. Аранча Ечеваррія
21. Кобейн / Cobain 
  Нідерланди,  Німеччина,  Бельгія, реж. Нанук Леопольд
22. Літо / Summer 
  Росія,  Франція, реж. Кирило Серебренніков
23. Мадемуазель Параді / Mademoiselle Paradis 
  Австрія,  Німеччина, реж. Барбара Альберт
24. Майкл Інсайд / Michael Inside 
  Ірландія, реж. Френк Беррі
25. Мілада / Milada 
  Чехія, реж. Давид Мрнка
26.  На межі світів / Gräns 
  Швеція,  Данія, реж. Алі Аббасі
27. Не торкайся / Touch Me Not 
  Румунія,  Німеччина,  Чехія,  Болгарія,  Франція, реж. Адіна Пінтіліє
28. Обличчя (Рило) / Twarz 
  Польща, реж. Малгожата Шумовська
29. Один день / Egy nap 
  Угорщина, реж. Жофія Жилагі
30. Опікунство / Jusqu'à la garde 
  Франція, реж. Ксав'є Легран
31. Паддінгтон 2 / Paddington 2 
  Велика Британія, реж. Пол Кінг
32. Петра / Petra 
  Іспанія,  Франція,  Данія, реж. Хайме Росалес
33. Під деревом / Undir trénu 
  Ісландія,  Данія,  Польща,  Німеччина, 
реж. Гафштайн Ґуннар Сіґурдссон
34. Поророка / Pororoca 
  Румунія,  Франція, реж. Костянтин Попеску
35.  Догмен / Dogman 
  Італія,  Франція, реж. Маттео Ґарроне
36. Стікс / Styx 
  Німеччина,  Австрія, реж. Вольганг Фішер
37. Страшна мати / Sashishi Deda 
  Грузія,  Естонія, реж. Ана Урушадзе
38. Ті, хто прекрасні / Dene Wos Guet Geit 
  Швейцарія, реж. Сиріл Шеблін
39. Транзит / Transit 
  Німеччина,  Франція, реж. Крістіан Петцольд
40. Три дні з Ромі Шнайдер / 3 Tage in Quiberon 
 Німеччина,  Австрія,  Франція, реж. Емілі Атеф
41. Туга / Ga'agua 
  Ізраїль, реж. Шабі Ґабізон
42. Утея. 22 липня / Utøya 22. juli 
  Норвегія, реж. Ерік Поппе
43. Фокстрот / Foxtrot 
  Німеччина,  Ізраїль,  Франція, реж. Самуель Маоз
44. Фуга / Fuga 
  Польща,  Чехія,  Швеція, реж. Агнєшка Смочинська
45.  Холодна війна / Zimna wojna 
  Польща,  Велика Британія,  Франція, реж. Павел Павліковський
46. Чоловіки не плачуть / Muskarci koji ne placu 
  Боснія і Герцеговина,  Німеччина,  Словенія,  Хорватія, 
реж. Ален Дрлжевік
47.  Щасливий Ладзаро / Lazzaro felice 
 Італія,  Франція,  Німеччина,  Швейцарія, реж. Аліче Рорвахер
48. Що скажуть люди / Hva vil folk si 
  Норвегія,  Німеччина,  Швеція, реж. Ірам Гак
49. Щоденник мого розуму / Ondes de choc — Journal de ma tête 
  Швейцарія, реж. Урсула Маєр

## Переможці та номінанти
★ Переможці вказані першими і виділені окремим кольором.
| Категорія                                     | Лауреати та номінанти | Лауреати та номінанти | Лауреати та номінанти                           |
| --------------------------------------------- | --- | --- | ----------------------------------------------- |
| Найкращий європейський фільм                  | ★ «Холодна війна» / Zimna wojna, реж. Павел Павліковський ( Польща, Велика Британія, Франція)                                      | ★ «Холодна війна» / Zimna wojna, реж. Павел Павліковський ( Польща, Велика Британія, Франція)                                      |                                                 |
| Найкращий європейський фільм                  | • «Дівчина» / Girl, реж. Лукас Донт ( Бельгія, Нідерланди)                                                                         | |                                                 |
| Найкращий європейський фільм                  | • «На межі світів» / Gräns, реж. Алі Аббасі ( Швеція, Данія)                                                                       | |                                                 |
| Найкращий європейський фільм                  | • «Догмен» / Dogman, реж. Маттео Ґарроне ( Італія, Франція)                                                                        | |                                                 |
| Найкращий європейський фільм                  | • «Щасливий Ладзаро» / Lazzaro felice, реж. Аліче Рорвахер ( Італія, Франція, Німеччина, Швейцарія)                                | |                                                 |
| Найкращий комедійний фільм                    | ★ «Смерть Сталіна», реж. Армандо Яннуччі ( Велика Британія, Франція)                                                               | ★ «Смерть Сталіна», реж. Армандо Яннуччі ( Велика Британія, Франція)                                                               |                                                 |
| Найкращий комедійний фільм                    | • «1+1=Весілля», реж. Ерік Толедано, Олів'є Накаш ( Франція, Канада, Бельгія)                                                      | |                                                 |
| Найкращий комедійний фільм                    | • «Діамантіно», реж. Габріель Абрантеш, Деніел Шмідт ( Португалія, Бразилія, Франція)                                              | |                                                 |
| Найкращий режисер                             | | ★ Павел Павліковський — «Холодна війна»                                                                                            | ★ Павел Павліковський — «Холодна війна»         |
| Найкращий режисер                             | • Алі Аббасі — «На межі світів» | |                                                 |
| Найкращий режисер                             | • Маттео Ґарроне — «Догмен» | |                                                 |
| Найкращий режисер                             | • Самуель Маоз — «Фокстрот» | |                                                 |
| Найкращий режисер                             | • Аліче Рорвахер — «Щасливий Ладзаро»                                                                                              | |                                                 |
| Найкращий актор                               | | ★ Марчелло Фонте — «Догмен» (за роль Марчелло)                                                                                     | ★ Марчелло Фонте — «Догмен» (за роль Марчелло)  |
| Найкращий актор                               | •Сверрір Гуднасон — «Борг проти Макінроя» (за роль Бйорна Борга)                                                                   | |                                                 |
| Найкращий актор                               | • Руперт Еверетт — «Щасливий принц» (за роль Оскара Уайльда)                                                                       | |                                                 |
| Найкращий актор                               | • Якоб Кедергрен — «Вина» (за роль Асґера Голма)                                                                                   | |                                                 |
| Найкращий актор                               | • Томаш Кот — «Холодна війна» (за роль Віктора)                                                                                    | |                                                 |
| Найкращий актор                               | • Віктор Полстер — «Дівчина» (за роль Лари)                                                                                        | |                                                 |
| Найкраща акторка                              | | ★ Йоанна Кулиг — «Холодна війна» (за роль Зули)                                                                                    | ★ Йоанна Кулиг — «Холодна війна» (за роль Зули) |
| Найкраща акторка                              | • Марі Баумер — «Три дні з Ромі Шнайдер» (за роль Ромі Шнайдер)                                                                    | |                                                 |
| Найкраща акторка                              | • Барбара Ленні — «Петра» (за роль Петри)                                                                                          | |                                                 |
| Найкраща акторка                              | • Єва Меландер — «На межі світів» (за роль Тіни)                                                                                   | |                                                 |
| Найкраща акторка                              | • Альба Рорвахер — «Щасливий Ладзаро» (за роль Антонії)                                                                            | |                                                 |
| Найкраща акторка                              | • Галлдора Ґейгадсдоттір — «Гірська жінка: на війні» (за роль Халли)                                                               | |                                                 |
| Найкращий сценарист                           | | ★ Павел Павліковський — «Холодна війна»                                                                                            | ★ Павел Павліковський — «Холодна війна»         |
| Найкращий сценарист                           | • Алі Аббасі, Ізабелла Еклеф, Юн Айвіде Ліндквіст — «На межі світів»                                                               | |                                                 |
| Найкращий сценарист                           | • Маттео Ґарроне, Уго Кіті, Массімо Гаудіозо — «Догмен»                                                                            | |                                                 |
| Найкращий сценарист                           | • Густав Меллер, Еміль Нігаард Альбертсен — «Винний»                                                                               | |                                                 |
| Найкращий сценарист                           | • Аліче Рорвахер — «Щасливий Ладзаро»                                                                                              | |                                                 |
| Найкращий європейський документальний фільм   | ★ «Бергман» / Bergman — Ett år, ett liv, реж. Джейн Магнуссон ( Швеція, Німеччина)                                                 | ★ «Бергман» / Bergman — Ett år, ett liv, реж. Джейн Магнуссон ( Швеція, Німеччина)                                                 |                                                 |
| Найкращий європейський документальний фільм   | • «Віддалений гавкіт собак» / The distant barking of dogs, реж. Саймон Леренґ Вілмонт ( Данія, Фінляндія, Швеція)                  | |                                                 |
| Найкращий європейський документальний фільм   | • «Жінка в полоні» / A Woman Captured, реж. Бернадетт Тузи-Ріттер ( Угорщина, Німеччина)                                           | |                                                 |
| Найкращий європейський документальний фільм   | • «Мовчання інших» / The silence of others, реж. Алмудена Карраседо, Роберт Бахар ( Іспанія, США)                                  | |                                                 |
| Найкращий європейський документальний фільм   | • «Про батьків і синів» / Of Fathers and Sons, реж. Талал Дерк ( Німеччина, Сирія, Ліван, Катар)                                   | |                                                 |
| Найкращий європейський анімаційний фільм      | ★ «Інший день життя» / Another Day of Life, реж. Рауль де ла Фуенте, Даміан Ненов ( Польща, Іспанія, Бельгія, Німеччина, Угорщина) | ★ «Інший день життя» / Another Day of Life, реж. Рауль де ла Фуенте, Даміан Ненов ( Польща, Іспанія, Бельгія, Німеччина, Угорщина) |                                                 |
| Найкращий європейський анімаційний фільм      | • «Біле ікло» / White Fang, реж. Александр Еспігарес ( Франція, Люксембург)                                                        | |                                                 |
| Найкращий європейський анімаційний фільм      | • «Дикі предки» / Early Man, реж. Нік Парк ( Велика Британія)                                                                      | |                                                 |
| Найкращий європейський анімаційний фільм      | • «Хлібодавець» / The Breadwinner, реж. Нора Твомі ( Ірландія, Канада, Люксембург)                                                 | |                                                 |
| Найкращий європейський короткометражний фільм | ★ «Роки» / Gli Anni, реж. Сара Фґайєр ( Італія, Франція)                                                                           | ★ «Роки» / Gli Anni, реж. Сара Фґайєр ( Італія, Франція)                                                                           |                                                 |
| Найкращий європейський короткометражний фільм | • «Аквапарк» / Aquaparque, реж. Ана Морейра ( Португалія)                                                                          | |                                                 |
| Найкращий європейський короткометражний фільм | • «Буркіна-Бранденбурзький комплекс» / Burkina Brandenburg Komplex, реж. Улу Браун ( Німеччина)                                    | |                                                 |
| Найкращий європейський короткометражний фільм | • «Випуск'97», реж. Павло Остріков ( Україна)                                                                                      | |                                                 |
| Найкращий європейський короткометражний фільм | • «Відпустіть собак» / Lâchez les chiens, реж. Маню Флейту ( Франція, Бельгія)                                                     | |                                                 |
| Найкращий європейський короткометражний фільм | • «Втеча» / L'Échapée, реж. Летиція Мартіноні ( Франція)                                                                           | |                                                 |
| Найкращий європейський короткометражний фільм | • «В'язень суспільства» / სოციუმის პატიმარი, реж. Раті Цителадзе ( Грузія, Латвія)                                                 | |                                                 |
| Найкращий європейський короткометражний фільм | • «Гну» / Wildebeest, реж. Ніколас Кеппенс, Маттіас Фліпс ( Бельгія)                                                               | |                                                 |
| Найкращий європейський короткометражний фільм | • «Капіталісти» / Kapitalistis, реж. Пабло Муньйос Гомес ( Бельгія, Франція)                                                       | |                                                 |
| Найкращий європейський короткометражний фільм | • «Контейнер» / Kontener, реж. Себастьян Ланг ( Німеччина)                                                                         | |                                                 |
| Найкращий європейський короткометражний фільм | • «Мер'єм» / Meryem, реж. Ребер Доски ( Нідерланди)                                                                                | |                                                 |
| Найкращий європейський короткометражний фільм | • «Сором» / Срам, реж. Петар Крумов ( Болгарія)                                                                                    | |                                                 |
| Найкращий європейський короткометражний фільм | • «Усі бажаючі» / Los que desean, реж. Єлена Лопес Риєра ( Швейцарія, Іспанія)                                                     | |                                                 |
| Найкращий європейський короткометражний фільм | • «Що таке збиток» / Those who desire, реж. Гізер Філліпсон ( Велика Британія)                                                     | |                                                 |
| Найкращий європейський короткометражний фільм | • «Я підписав петицію» / I signed the petition, реж. Махді Флейфель ( Велика Британія, Німеччина, Швейцарія)                       | |                                                 |
| Європейське відкриття року — Приз ФІПРЕССІ    | ★ «Дівчина» / Girl, реж. Лукас Донт ( Бельгія, Нідерланди)                                                                         | ★ «Дівчина» / Girl, реж. Лукас Донт ( Бельгія, Нідерланди)                                                                         |                                                 |
| Європейське відкриття року — Приз ФІПРЕССІ    | • «Винний» / Den skyldige, реж. Густав Меллер Данія                                                                                | |                                                 |
| Європейське відкриття року — Приз ФІПРЕССІ    | • «Не торкайся» / Touch Me Not, реж. Адіна Пінтіліє ( Румунія, Німеччина, Чехія, Болгарія, Франція)                                | |                                                 |
| Європейське відкриття року — Приз ФІПРЕССІ    | • «Один день» / Egy nap, реж. Жофія Жилагі ( Угорщина)                                                                             | |                                                 |
| Європейське відкриття року — Приз ФІПРЕССІ    | • «Страшна мати» / Sashishi, реж. Ана Урушадзе ( Грузія, Естонія)                                                                  | |                                                 |
| Європейське відкриття року — Приз ФІПРЕССІ    | • «Ті, хто прекрасні» / Dene Wos Guet Geit, реж. Сиріл Шеблін ( Швейцарія)                                                         | |                                                 |
| Нагорода «European University Film Award»     | ★ «Щасливий Ладзаро» / Lazzaro felice, реж. — Аліче Рорвахер ( Італія)                                                             | ★ «Щасливий Ладзаро» / Lazzaro felice, реж. — Аліче Рорвахер ( Італія)                                                             |                                                 |
| Приз глядацьких симпатій                      | ★ «Назви мене своїм ім'ям» / Call Me by Your Name, реж. — Лука Гуаданьїно ( Італія, Франція, США, Бразилія)                        | ★ «Назви мене своїм ім'ям» / Call Me by Your Name, реж. — Лука Гуаданьїно ( Італія, Франція, США, Бразилія)                        |                                                 |
| Приз глядацьких симпатій                      | • «1+1=Весілля», реж. Ерік Толедано, Олів'є Накаш ( Франція, Канада, Бельгія)                                                      | |                                                 |
| Приз глядацьких симпатій                      | • «Борг проти Макінроя» / Borg/McEnroe, реж. Янус Мец ( Швеція, Данія, Фінляндія, Чехія)                                           | |                                                 |
| Приз глядацьких симпатій                      | • «Валеріан та місто тисячі планет» / Valerian and the City of a Thousand Planets, реж. — Люк Бессон ( Франція)                    | |                                                 |
| Приз глядацьких симпатій                      | • «Вікторія та Абдул» / Victoria and Abdul, реж. — Стівен Фрірз ( Велика Британія)                                                 | |                                                 |
| Приз глядацьких симпатій                      | • «Дюнкерк» / Dunkirk, реж. — Крістофер Нолан ( Велика Британія, Нідерланди, США, Франція)                                         | |                                                 |
| Приз глядацьких симпатій                      | • «На межі» / Aus dem Nichts, реж. — Фатіх Акін ( Німеччина)                                                                       | |                                                 |
| Приз глядацьких симпатій                      | • «Смерть Сталіна», реж. Армандо Яннуччі ( Велика Британія, Франція)                                                               | |                                                 |
| Приз глядацьких симпатій                      | • «Темні часи» / Darkest Hour, реж. Джо Райт ( Велика Британія)                                                                    | |                                                 |

### Технічні та інші нагороди
Журі
Члени спеціального журі, яке визначило переможців у восьми технічних категоріях премії:
- Лука Бігацці, кінооператор,  Італія
- Даша Данилова, режисер монтажу,  Росія
- Даді Ейнарссон, спеціаліст із візуальних ефектів,  Ісландія
- Маттіас Еклунд, звукорежисер,  Швеція
- Марсель Дженовезе, худжоник із гирму та зачісок,  Мальта
- Маліна Іонеску, художник-костюмер,  Румунія
- Моніка Роттмейєр, художник-постановник,  Швейцарія
- Крістофер Сласкі, композитор,  Велика Британія

Переможці
| Категорія                      | Лауреат                                                           |                                                                   |
| ------------------------------ | ----------------------------------------------------------------- | ----------------------------------------------------------------- |
| Найкращий оператор             | • Мартін Оттербек — «Утея. 22 липня»                              | • Мартін Оттербек — «Утея. 22 липня»                              |
| Найкращий режисер монтажу      | • Ярослав Камінський — «Холодна війна»                            | • Ярослав Камінський — «Холодна війна»                            |
| Найкращий художник-постановник | • Андрій Понкратов — «Літо»                                       | • Андрій Понкратов — «Літо»                                       |
| Найкращий дизайн костюмів      | • Массімо Кантіні Парріні — «Догмен»                              | • Массімо Кантіні Парріні — «Догмен»                              |
| Найкращий грим та зачіски      | • Даліа Коллі, Лоренцо Тамбуріні, Даніела Тартарі — «Догмен»      | • Даліа Коллі, Лоренцо Тамбуріні, Даніела Тартарі — «Догмен»      |
| Найкращий композитор           | • Крістоф Кайзер, Джуліан Маас — «Три дні з Ромі Шнайдер»         | • Крістоф Кайзер, Джуліан Маас — «Три дні з Ромі Шнайдер»         |
| Найкращий звук                 | • Андре Бендоччі-Алвес, Мартін Стейєр — «Капітан»                 | • Андре Бендоччі-Алвес, Мартін Стейєр — «Капітан»                 |
| Найкращі спецефекти            | • Пітер Хьорт — «На межі світів»                                  | • Пітер Хьорт — «На межі світів»                                  |
| Приз Єврімажу                  | • Константинос Контовракіс та Йоргос Карванас, продюсери (Греція) | • Константинос Контовракіс та Йоргос Карванас, продюсери (Греція) |

### Почесні нагороди
| Нагорода за прижиттєві досягнення                   | [[Файл:\|180px]] | • Кармен Маура |
| Нагорода «Європейські досягнення в світовому кіно»  |                  | • Рейф Файнз   |
| Нагорода голови та спілки Європейської кіноакадемії |                  | • Коста-Гаврас |